# Abe Hidetaka
Hidetaka Abe, jap. 阿部 秀孝, Abe Hidetaka (geb. vor 1965) ist ein japanischer Karateka.

## Leben
Abe Hidetaka ist ein Meister des Wadō-Ryū Karate und einer der drei ältesten Schüler von Hironori Ōtsuka. Er ist graduiert mit dem 7. Dan Wadō-Ryū und dem 2. Dan Jūdō. Mit 13 Jahren begann er, Kampfkunst zu trainieren. An der Meiji-Universität in Tokio fing er an, unter Ōtsuka Karate zu üben. Währenddessen war er Co-Kapitän des All-Japan Collegiate Championship Teams von 1965. 1967 ging er nach Berkeley und begann dort als Head Instructor im UC Karate Club zu unterrichten.